# Marzia Kjellberg
Marzia Kjellberg (născută Bisognin, n. 21 octombrie 1992, Arzignano, Veneto, Italia), cel mai des cunoscută după numele de utilizator al canalului ei de YouTube, Marzia (în trecut CutiePieMarzia), este o YouTuber-iță, creatoare de modă și scriitoare italiană. În ianuarie 2017, canalul ei avea peste 530 de milioane de vizionări și peste 6 milioane de abonați. Pe data de 29 august 2019, canalul ei înregistra 7,7 milioane abonați și 20,5 milioane vizualizări din cauza videoclipurilor șterse.

## Cariera
Marzia face videoclipuri despre modă, cărți, filme și DIY. Uneori Bisognin face și vloguri. Chiar dacă este din Italia, Marzia vorbește engleză în videoclipurile sale, pentru a avea audiență din mai multe părți ale globului. Statisticile arată că publicul său majoritar e format din femei cu vârste cuprinse între 13 și 24 de ani.
Succesul canalului său i-a permis să își deschidă o linie proprie de îmbrăcăminte, care sunt vândute pe site-ul ei.
În ianuarie 2015, Bisognin a lansat prima ei carte cu titlul ”La Casa dei Sogni” (eng. ”Dream House”).
Pe data de 22 octombrie 2018, Marzia a anunțat printr-un video încărcat pe Youtube faptul că dorește să își lase cariera deoparte și să își urmeze visul. Ea a schimbat vizibilitatea majorității videoclipurilor de pe canalul de Youtube, lăsând publice doar câteva din cele cu vacanțele petrecute alături de iubitul ei, Felix.

## Viața personală
Marzia Bisognin s-a născut la 21 octombrie 1992 în Vicenza, Italia. Este împreună cu Felix Kjellberg (cunoscut ca PewDiePie) din 2011, cei doi căsătorindu-se pe 19 august 2019 (la 8 ani după ce s-au cunoscut). Locuiesc împreună în Japonia alături de doi mopși, Edgar și Maya, și de un arici numit Doggie.